# كأس التشيك 2005–06
كأس التشيك 2005–06 هو موسم من كأس التشيك. أشرف على تنظيمه اتحاد جمهورية التشيك لكرة القدم، وكان عدد الأندية المشاركة فيه 131، وفاز فيه سبارتا براغ.